# نادي فيتش لكرة السلة
نادي فيتش لكرة السلة (بالإسبانية: Club Bàsquet Vic)‏ هو فريق كرة سلة إسباني تأسس في سنة 1957 يقع مقره في فيتش، كتالونيا.

## أبرز اللاعبين
من أبرز اللاعبين الذين لعبوا معه:
- رافائيل هيتشيمير
- جيلي روبيو

## وصلات خارجية
- الموقع الرسمي